# Equinae
Los equinos (Equinae) es una subfamilia de la familia Equidae que ha estado presente en todo el globo (excepto Indonesia y Australia) desde la etapa Hemingfordiana del Mioceno temprano (hace veinte millones de años). Se cree que son un grupo monofilético. Esta subfamilia contiene dos tribus, Equini y Hipparionini, así como dos géneros extintos, Merychippus y Scaphohippus.

## Taxones hermanos
- Anchitheriinae
- Hyracotheriinae